# Рибофлавин
Рибофлави́н (лактофлавин, витамин B2) — один из наиболее важных водорастворимых витаминов, кофермент многих биохимических процессов. Используется в качестве пищевого красителя, входит в Кодекс Алиментариус под кодом E101.

## Физические свойства
Рибофлавин представляет собой игольчатые кристаллы жёлто-оранжевого цвета, собранные в друзы, горького вкуса. Рибофлавин является производным гетероциклического соединения изоаллоксазина, связанного с многоатомным спиртом рибитом.
Хорошо растворим в воде, устойчив в кислых растворах, но легко разрушается в нейтральных и щелочных. Чувствителен к видимому и УФ-излучению и сравнительно легко подвергается обратимому восстановлению.

## Химические свойства

Витамин Б 2 в ампулах

Рибофлавин является биологически активным веществом, играющим важную роль в поддержании здоровья человека. Биологическая роль рибофлавина определяется вхождением его производных флавинмононуклеотида (ФМН) и флавинадениндинуклеотида (ФАД) в состав большого числа важнейших окислительно-восстановительных ферментов в качестве коферментов.
Флавиновые ферменты принимают участие в окислении жирных, янтарной и других кислот; инактивируют и окисляют высокотоксичные альдегиды, расщепляют в организме чужеродные D-изомеры аминокислот, образующиеся в результате жизнедеятельности бактерий; участвуют в синтезе коферментных форм витамина B6 и фолацина; поддерживают в восстановленном состоянии глутатион и гемоглобин.
В ферментах коферменты функционируют как промежуточные переносчики электронов и протонов, отщепляемых от окисляемого субстрата.

## Недостаток рибофлавина в организме человека
Витамин B2 необходим для образования эритроцитов, антител, для регуляции роста и репродуктивных функций в организме. Он также необходим для здоровья кожи, ногтей, роста волос и в целом для здоровья всего организма, включая функцию щитовидной железы.

Внешними проявлениями недостаточности рибофлавина у человека являются поражения слизистой оболочки губ с вертикальными трещинами и слущиванием эпителия (хейлоз), изъязвления в углах рта (ангулярный стоматит), отёк и покраснение языка (глоссит), себорейный дерматит на носогубной складке, крыльях носа, ушах, веках. Часто развиваются также изменения со стороны органов зрения: светобоязнь, васкуляризация роговой оболочки, конъюнктивит, кератит и в некоторых случаях — катаракта. В ряде случаев при авитаминозе имеют место анемия и нервные расстройства, проявляющиеся в мышечной слабости, жгучих болях в ногах и др. При недостаточности витамина В2 у беременных возникают аномалии развития скелета плода.
Основные причины недостатка рибофлавина у человека — недостаточное потребление пищи, содержащей этот витамин; неправильное хранение и приготовление пищи, содержащей данный витамин, вследствие чего содержание витамина резко уменьшается; хронические заболевания желудочно-кишечного тракта, приём медикаментов, являющихся антагонистами рибофлавина.
Также нехватка витамина распространена среди алкоголиков, пожилых людей, малообеспеченных и тех, кто страдает депрессией. Употребление алкоголя в чрезмерном количестве блокирует усвоение рибофлавина и других необходимых питательных веществ.
| Продукт питания                                                             | Содержание рибофлавина, мг/100 г продукта: |
| --------------------------------------------------------------------------- | ------------------------------------------ |
| печень и почки                                                              | 2,80—4,66                                  |
| дрожжи                                                                      | 2,07—4,0                                   |
| яйца                                                                        | 0,30—0,80                                  |
| миндаль                                                                     | 0,80                                       |
| шампиньоны                                                                  | 0,4                                        |
| белые грибы                                                                 | 0,3                                        |
| лисички                                                                     | 0,3                                        |
| творог                                                                      | 0,30—0,50                                  |
| брокколи                                                                    | 0,3                                        |
| белокочанная капуста                                                        | 0,25                                       |
| гречневая крупа                                                             | 0,24                                       |
| молоко                                                                      | 0,13—0,18                                  |
| мясо                                                                        | 0,15—0,17                                  |
| очищенный рис, макаронные изделия, белый хлеб, большинство фруктов и овощей | 0,03—0,05                                  |

## Передозировка витамина
Человеческий организм не накапливает рибофлавин, и любой избыток выводится вместе с мочой. При избытке рибофлавина моча окрашивается в ярко-жёлтый цвет.
Синтетический витамин B2 может накапливаться в организме. Это приводит к нарушению усвоения железа и к анемии. В руках и ногах появляется покалывание, иногда онемение или кратковременный паралич.

## Нормы потребления рибофлавина
| Пол      | Возраст             | Суточная норма рибофлавина (витамина B2) |
| -------- | ------------------- | ---------------------------------------- |
| Младенцы | до 6 месяцев        | 0,4 мг/день                              |
| Младенцы | 7 — 12 месяцев      | 0,6 мг/день                              |
| Дети     | 1 — 3 года          | 0,9 мг/день                              |
| Дети     | 4 — 8 лет           | 1,3 мг/день                              |
| Дети     | 9 — 13 лет          | 1,9 (мальчики) 1,7 (девочки) мг/день     |
| Мужчины  | 14 лет и старше     | 1,7 мг/день                              |
| Женщины  | 14 лет и старше     | 1,8 мг/день                              |
| Женщины  | беременные кормящие | 2,0 мг/день 2,2 мг/день                  |

В пожилом возрасте и при усиленных физических нагрузках потребность возрастает.

## Получение в промышленности
В промышленности рибофлавин получают химическим синтезом из 3,4-диметиланилина и рибозы или микробиологически, например, с использованием гриба Eremothecium ashbyi или используя генетически изменённые бактерии Bacillus subtilis.

## Фармакологическое применение
Препараты рибофлавин и ФМН применяют для профилактики и лечения недостаточности витамина B2, при кожных заболеваниях, вяло заживающих ранах, заболеваниях глаз, нарушении функции желудочно-кишечного тракта, диабете, анемиях, циррозе печени.

### Редкие заболевания
Терапия рибофлавином улучшает состояние пациентов с рибофлавин-зависимой непереносимостью физической нагрузки, редким генетическим заболеванием. Назначение рибофлавина также приводит к значительным улучшениям в некоторых случаях множественной недостаточности ацил-КоА-дегидрогеназы.

## Применение

### Пищевая промышленность
В пищевой промышленности рибофлавин используется в качестве пищевого красителя (жёлто-оранжевый кристаллический порошок) и обозначается как пищевая добавка E101, а также используется для обогащения некоторых продуктов питания витамином B2.

### Медицинское использование
В своих рекомендациях 2012 года Американская академия неврологии заявила, что высокие дозы рибофлавина (400 мг) «вероятно эффективны и их следует рассматривать для профилактики мигрени». Эта рекомендация также предоставлена Национальным центром мигрени Великобритании. В обзоре 2017 года сообщалось, что ежедневный приём рибофлавина в дозе 400 мг в день в течение как минимум трёх месяцев может снизить частоту мигренозных головных болей у взрослых. Исследования высоких доз рибофлавина для профилактики или лечения мигрени у детей и подростков неубедительны, поэтому приём добавок с рибофлавином подросткам и детям не рекомендуется.
Кератоконус является наиболее распространённой формой эктазии роговицы, прогрессирующего истончения роговицы. Это состояние лечится перекрёстным связыванием коллагена роговицы, что увеличивает жёсткость роговицы. Сшивание достигается путём местного нанесения раствора рибофлавина на роговицу, которая затем подвергается воздействию ультрафиолетового света.

## Синонимы
Лактофлавин, овофлавин, гепатофлавин, вердофлавин, урофлавин, бефлавин, бефлавит, бетавитам, флаваксин, флавитол, лактобен, рибовин, витафлавин, витаплекс В2. Большинство из этих названий указывают на источник, из которого данный витамин был исходно выделен, то есть молоко, яйца, печень, растения, моча.

## Формы выпуска
Порошок; таблетки по 0,002 г в профилактических целях; таблетки по 0,005 и 0,01 г в лечебных целях. Ампулы 1 мл — раствор для внутримышечного введения.